# Deutsch-Britisches Flottenwettrüsten
Das Deutsch-Britische Wettrüsten zur See bezeichnet den Rüstungswettlauf zwischen der deutschen Kaiserlichen Marine und der britischen Royal Navy vor dem Ersten Weltkrieg. Obwohl es keine unmittelbare Ursache des britischen Kriegseintritts 1914 war, bildete es ein wesentliches Moment beim Aufkommen eines deutsch-britischen Antagonismus im Vorfeld des Krieges.

## Hintergrund

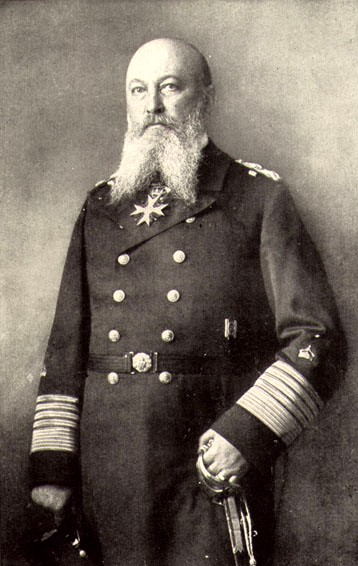
Admiral Alfred von Tirpitz forderte die Aufrüstung der Marine

In den Jahrhunderten vor der Deutschen Reichsgründung 1871 waren die Kriegsflotten deutscher Staaten (z. B. Preußische Marine), wenn sie überhaupt über solche verfügten, im Vergleich zu jenen der großen Seemächte (z. B. Großbritannien, Frankreich) unbedeutend. Durch den stark zunehmenden deutschen Überseehandel und den Erwerb überseeischer Kolonien nach 1880 wuchs das Bedürfnis nach konkurrenzfähigen deutschen Seestreitkräften. Doch erst nach Amtsantritt von Kaiser Wilhelm II. ging die Zielrichtung des Flottenbaus über Küstenschutz und Sicherung von Handelswegen hinaus.
1895 wurde der seit 1887 in Bau befindliche Kaiser-Wilhelm-Kanal (seit 1948 Nord-Ostsee-Kanal) eingeweiht. Nun konnten deutsche Handels- und Kriegsschiffe von der Nordsee in die Ostsee fahren, ohne Dänemark über das Skagerrak umrunden zu müssen. Von 1907 bis 1914 wurde der Kanal bedeutend ausgebaut.
Der 1898 (1890) zum Leiter des Reichsmarineamts berufene Alfred von Tirpitz legte mit dem Tirpitz-Plan ein Konzept zum Aufbau einer deutschen Hochseeflotte vor und ließ dies durch das 1. Flottengesetz auf lange Sicht festlegen. Dieses Gesetz sollte die ständigen Querelen im Reichstag um Stärke und Finanzierung der Flotte beenden und eine langfristige Planung ermöglichen. Das Konzept sah eine so genannte Risikoflotte vor, die zur Abschreckung anderer Seemächte vor Deutschlands Küste dienen sollte. Zu diesem Zweck erschien Tirpitz ein Verhältnis von 2:3 (also 67 Prozent), gemessen an der damals größten Seemacht Großbritannien, ausreichend.
Der Aufbau einer großen Hochseeflotte durch das Deutsche Reich brachte Bewegung in das bislang von Großbritannien dominierte Kräfteverhältnis der Seemächte. Die britische Marine-Doktrin war der so genannte Two-Power-Standard, der forderte, dass die Royal Navy immer mindestens so stark sein müsse wie die beiden nachfolgenden Flotten zusammen.

## Ablauf
Als Start des Wettrüstens wurde das 2. Flottengesetz gesehen (verabschiedet im Juni 1900), das eine deutliche Vergrößerung der deutschen Flotte vorsah.
In die gleiche Zeit fällt der Bau des britischen Schiffes HMS Dreadnought im Jahr 1905, das als Typschiff für eine neue Generation von Großkampfschiffen, der Dreadnoughts, galt und allen bisherigen Typen überlegen war und sie damit entwertete. Somit mussten beide Marinen neu beginnen und dies gab Deutschland die Chance, in der Rüstung mitzuhalten. Zur Finanzierung des Rüstungsprogramms wurde im Deutschen Reich 1902 die Schaumweinsteuer eingeführt.

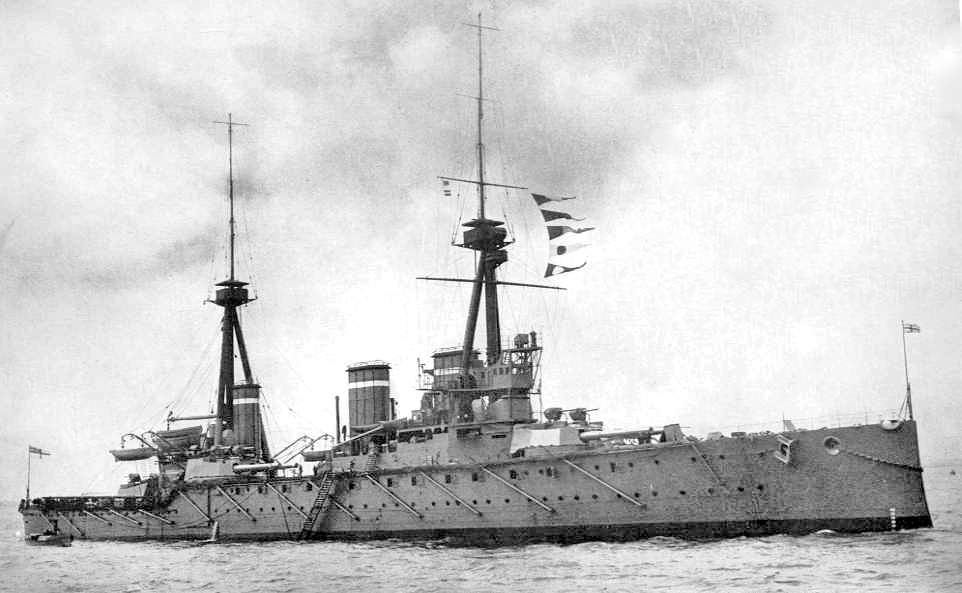
Die HMS Invincible von 1907 – der erste Schlachtkreuzer

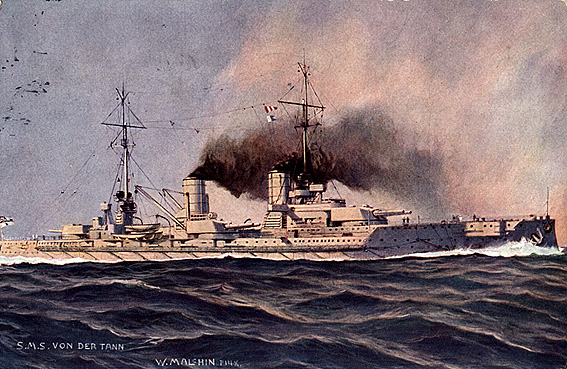
Der Große Kreuzer SMS von der Tann von 1909 – der erste deutsche Schlachtkreuzer

Eine besondere Rolle spielte Sir John Fisher, seit 1904 Erster Seelord, der 1905 den Bau der HMS Dreadnought sowie des ersten britischen Schlachtkreuzers veranlasste. Gemäß dem Flottengesetz baute Deutschland pro Jahr zwei bis vier große Kriegsschiffe, entweder als Ersatz für sehr alte Schiffe nach 25 Jahren oder zur Vermehrung auf die geplante Sollstärke. In Großbritannien jedoch beschränkte das Parlament in dieser Zeit die Mittel für die Marine derart, dass z. B. 1908 nur zwei große Schiffe begonnen werden konnten. Da dies den Marineplanern deutlich zu wenig war, wurde in der Öffentlichkeit 1909 eine Kampagne, die so genannte Flottenpanik (englisch navy scare), gestartet, die auf das Rüstungsdefizit im Vergleich zu anderen Mächten, auch Deutschland, verwies und den Bau von acht Schiffen forderte. Dieser Forderung wurde nachgegeben und das dafür nötige Geld bewilligt.

## Abschließende Wertung
Mit dem britischen Rüstungsprogramm von 1909 war das Wettrüsten faktisch entschieden. Deutschland konnte angesichts von acht Neubauten nicht mehr das für die Risikoflotte angestrebte Kräfteverhältnis von 2/3 der Briten erreichen und auch die britische Vormachtstellung nie ernsthaft gefährden. Das Kräfteverhältnis in der Skagerrakschlacht (1916) – sie gilt als die größte konventionelle Seeschlacht – zeigte dies deutlich.
Die deutsche Flotte konnte im Ersten Weltkrieg mit ihren Kräften die britische Seeblockade nicht brechen, was entscheidend zur Niederlage Deutschlands und der Mittelmächte beitrug.
Auch verschoben sich seit 1912 tendenziell die Prioritäten, da das Russische Reich seit diesem Zeitpunkt ein ambitioniertes maritimes Rüstungsprogramm verfolgte, das bis 1920 den Einsatz von 16 modernen Großkampfschiffen in der Ostsee vorsah. Dieses richtete sich – auch weil andere große maritime Mächte in diesem Raum fehlten und Russland zudem innerhalb der Entente cordiale gebunden war – allein gegen das Deutsche Reich.